# Pseudoanthidium tertium
Pseudoanthidium tertium is een vliesvleugelig insect uit de familie Megachilidae. De wetenschappelijke naam van de soort is voor het eerst geldig gepubliceerd in 1984 door Pasteels.